# Ле Ривьер
Ле Ривьер — один из шести районов города Квебек, в провинции Квебек, в Канаде. Образован 1 января 2002 года.

## История
Ле Ривьер занимает прибрежную территорию Старого Квебека у реки Сен-Шарль. 1 января 2002 года эта территория образовала одноимённый район города, в который также вошёл город Ванье.
В состав района Ле Ривьер были включены некоторые муниципалитеты Квебек, образованные в 70-х годах XX века, такие, как Дюбержер, Ле-Соль, Нёфшатель и Западный Шарльбур. Эти бывшие муниципалитеты дали свои имена округам района, за исключением Западного Шарльбура, ставшего округом Лебурнёф.
Достопримечательностями района являются многочисленные городские парки, торговые центры, учреждения культуры и церкви.

## Округа
Территория района разделена на три округа: Ванье, Дюбержер-Ле-Соль и Нёфшатель-Эс-Лебурнёф. Эта территория разделена на четыре избирательных округа.
В городском совете Квебека Ле Ривьер представлен советником по каждому из четырёх избирательных округов.
| Район | Район     | Избирательны округ | Советник      | Партия              |
| ----- | --------- | ------------------ | ------------- | ------------------- |
| 2     | Ле Ривьер | Ванье              | Ришар Котэ    | Команда Лебона (EL) |
|       |           | Лебурнёф           | Франсуа Пикар | Команда Лебона (EL) |
|       |           | Нёфшатель          | Патрис Паке   | Команда Лебона (EL) |
|       |           | Дюбержер-Ле-Соль   | Жераль Пуарье | Команда Лебона (EL) |

В настоящее время председателем районного совета является Жераль Пуарье.